# Отвиль-ле-Дижон
Отви́ль-ле-Дижо́н (фр. Hauteville-lès-Dijon) — коммуна во Франции, находится в регионе Бургундия. Департамент коммуны — Кот-д’Ор. Входит в состав кантона Фонтен-ле-Дижон. Округ коммуны — Дижон.
Код INSEE коммуны — 21315.

## Население
Население коммуны на 2010 год составляло 1098 человек.
| 1962 | 1968 | 1975 | 1982 | 1990 | 1999 | 2010 |
| ---- | ---- | ---- | ---- | ---- | ---- | ---- |
| 202  | 224  | 335  | 663  | 963  | 1021 | 1098 |

## Экономика
В 2010 году среди 703 человек трудоспособного возраста (15—64 лет) 518 были экономически активными, 185 — неактивными (показатель активности — 73,7 %, в 1999 году было 71,4 %). Из 518 активных жителей работали 483 человека (250 мужчин и 233 женщины), безработных было 35 (18 мужчин и 17 женщин). Среди 185 неактивных 62 человека были учениками или студентами, 93 — пенсионерами, 30 были неактивными по другим причинам.